# Chimarra fernandezi
Chimarra fernandezi är en nattsländeart som beskrevs av Oliver S. Flint Jr. 1981. Chimarra fernandezi ingår i släktet Chimarra och familjen stengömmenattsländor. Inga underarter finns listade i Catalogue of Life.